# Итон, Мэри
Мэри Итон (англ. Mary Eaton; 29 января 1901 — 10 октября 1948) — американская театральная актриса, певица и танцовщица 1910—1920-х годов. Выступая с детства на профессиональном уровне, она пользовалась успехом в различных театральных постановках, включая «Безумства Зигфелда». Также снялась в ранних звуковых фильмах Прославляя американскую девушку и Кокосовые орешки. В середине 1930-х годов её карьера пошла на спад, а проблемы с алкоголем и привели к смерти актрисы в 1948 году от печёночной недостаточности.

## Ранняя жизнь и карьера
Была родом из Норфолка, штата Вирджиния. В возрасте семи лет вместе со своими сёстрами Дорис и Пэрл начала посещать уроки танцев в Вашингтоне. В 1911 году все три сестры были приглашены для участия в постановке Мориса Метерлинка Синяя птица в Shubert Belasco Theatre, в Вашингтоне. Несмотря на то, что Итон играла в этой постановке незначительную роль, это стало началом её профессиональной карьеры в театре.
После окончания Синей птицы в 1912 году, сёстры вместе со своим младшим братом Джо начали выступать в различных постановках для Poli stock company. Они быстро завоевали репутацию профессиональных и надёжных актёров и редко были вне работы.
В 1915 году сёстры появились в новой постановке Синей птицы для Poli; Дорис и Мэри были даны главные роли Митиль и Титиль. Позже актрисы выступали в различных постановках, поставленных братьями Шубертами. По окончании шоу, Мэри по рекомендации Шубертов начала всерьёз изучать балет вместе с Фёдором Козловым.

## Успех в театре и в кино
Из всех своих братьев и сестёр Мэри, пожалуй, была самой популярной актрисой. Будучи талантливой танцовщицей, она получила восторженные отзывы в постановке Intime в Вашингтоне, в 1917 году. В то же время она сделала дебют на Бродвее, сыграв в постановке На верх вместе с Фредом и Адель Астер. На протяжении 1920-х годов Итон продолжала выступать в различных театральных постановках.
Трижды играла в постановках Безумства Зигфелда в 1920, 1921 и в 1922 годах.
Также Итон имела кратковременную карьеру в кино и участвовала в радиопостановках. В частности появилась в фильмах: Кокосовые орешки (1929) вместе с Братьями Маркс и Прославляя американскую девушку (1929), в котором была применена технология техниколора. Режиссёром выступил Флоренз Зигфелд. В этом фильме Итон продемонстрировала свои вокальные и танцевальные способности, но коммерческий провал фильма стал концом кинокарьеры Итон.

## Спад
В то время как карьера братьев и сестёр Мэри пошла в рост, её же собственная карьера в начале 1930-х годов пошла на спад. Своё последнее выступление в театре она сделала в 1932 году. После трёх неудачных браков Итон боролась с алкоголизмом. Несмотря на то, что её братья и сёстры неоднократно пытались ей помочь, и она проходила реабилитацию несколько раз, она так и смогла побороть свою зависимость.
Скончалась от печёночной недостаточности в Голливуде, в штате Калифорния. Похоронена на кладбище «Форест-Лаун» в Лос-Анджелесе вместе с другими членами своей семьи.

## Выборочная фильмография
- Его дети детей[англ.] (1923)
- Кокосовые орешки[англ.] (1929)
- Прославляя американскую девушку[англ.] (1929)